# فيروسات بحرية

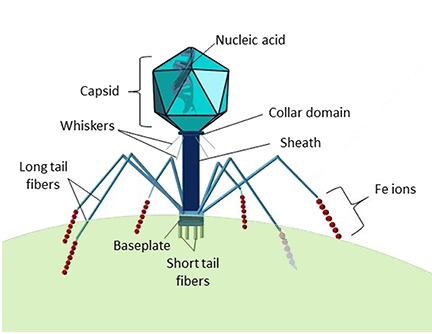
تركيب الفيروس البحري الأكثر شيوعيًا.

تُعرَّف الفيروسات البحرية بناء على موطنها على أنها فيروسات توجد في البيئات البحرية، أي في المياه المالحة للبحار أو المحيطات أو المياه قليلة الملوحة في مصبات الأنهار الساحلية. تعد الفيروسات عواملًا معدية صغيرة لا يمكن أن تتكاثر إلا داخل خلايا الكائن الحي المضيف، لأنها تحتاج إلى آلية النسخ المتماثل للمضيف للتكاثر. قد تصيب جميع أشكال الكائنات الحية، من الحيوانات والنباتات إلى الكائنات الحية الدقيقة، بما في ذلك البكتيريا والعتائق.
عندما لا تكون الفيروسات داخل الخلية أو في طور إصابة الخلية، تتواجد على شكل جسيمات مستقلة تسمى الفيريونات. يحتوي الفيريون على جينوم (جزيئات طويلة تحمل معلومات وراثية على شكل حمض نووي ريبوزي منقوص الأكسجين /دنا أو حمض نووي ريبوزي /رنا) محاطة بقفيصة (غلاف بروتيني يحمي المادة الوراثية). تتراوح أشكال جزيئات الفيروس هذه من الأشكال اللولبية وعشرونية الوجوه البسيطة في بعض أنواع الفيروسات إلى الهياكل الأكثر تعقيدًا في أنواع أخرى. تضم معظم أنواع الفيروسات فيريونات صغيرة جدًا لا يمكن رؤيتها بالمجهر الضوئي. يبلغ متوسط الفيريون نحو جزء واحد من المئة من الحجم الخطي للبكتيريا المتوسطة.
تحتوي ملعقة صغيرة من ماء البحر عادةً على حوالي خمسين مليون فيروس. تمثل العاثيات معظم هذه الفيروسات وتصيب البكتيريا البحرية وتدمرها وتتحكم في نمو العوالق النباتية في قاعدة الشبكة الغذائية البحرية. تعد العاثيات غير ضارة بالنباتات والحيوانات، ولكنها ضرورية لتنظيم الأنظمة البيئية البحرية. توفر العاثيات الآليات الرئيسية لإعادة تدوير كربون المحيطات والمغذيات. تحفز الجزيئات العضوية المتحررة من الخلايا البكتيرية الميتة نمو البكتيريا والطحالب الطازجة في عملية تُعرف باسم التحويلة الفيروسية. تبين بالخاصة أن تحلل البكتيريا بواسطة الفيروسات (التحلل) يعزز دورة النيتروجين ويحفز نمو العوالق النباتية. يؤثر النشاط الفيروسي أيضًا على المضخة البيولوجية، وهي العملية التي تعزل الكربون في أعماق المحيط. تزيد الفيروسات كمية التنفس في المحيطات، وتعد بالتالي مسؤولة بشكل غير مباشر عن تقليل كمية ثاني أكسيد الكربون في الغلاف الجوي بنحو 3 غيغا طن من الكربون سنويًا.
تشكل الكائنات الحية الدقيقة البحرية حوالي 70% من إجمالي الكتلة الحيوية البحرية. تشير التقديرات إلى أن الفيروسات البحرية تقتل 20% من الكتلة الحيوية للكائنات الحية الدقيقة يوميًا. تعد الفيروسات العوامل الرئيسية المسؤولة عن التدمير السريع لازدهار الطحالب الضارة، وتقتل الكائنات البحرية الأخرى أغلب الأحيان. يتناقص عدد الفيروسات في المحيطات بعيدًا عن الشاطئ وفي المياه العميقة، إذ يوجد عدد أقل من الكائنات الحية المضيفة. تعد الفيروسات وسيلة طبيعية مهمة لانتقال الجينات بين الأنواع المختلفة، ما يزيد التنوع الجيني ويدفع إلى التطور. يُعتقد أن الفيروسات لعبت دورًا رئيسيًا في التطور المبكر قبل تنوع البكتيريا والعتائق وحقيقيات النوى، في زمن وجود السلف المشترك العالمي الأخير للحياة على الأرض. ما تزال الفيروسات واحدة من أكبر مناطق التنوع الجيني غير المكتشف على الأرض.

## خلفية عامة
يُعترف الآن بأن الفيروسات موغلة في القدم وتتمتع بأصول تسبق افتراق الحياة إلى المجالات الثلاثة. توجد الفيروسات حيث توجد حياة، ويُحتمل أنها موجودة منذ نشأة الخلايا الحية لأول مرة. تعد أصول الفيروسات في التاريخ التطوري للحياة غير واضحة لأنها لا تترك وراءها أي أحافير. تُستخدم التقنيات الجزيئية لمقارنة الحمض النووي أو الحمض النووي الريبي للفيروسات، وهي وسيلة مفيدة للتحري عن كيفية ظهورها. قد تكون بعض الفيروسات تطورت من البلازميدات، وهي أجزاء من الدنا يمكنها أن تنتقل بين الخلايا، في حين يُحتمل أن يكون بعضها الآخر قد تطور من البكتيريا. تعد الفيروسات وسيلة مهمة لنقل الجينات الأفقي في عملية التطور، ما يزيد من التنوع الجيني.
تختلف الآراء حول ما إذا كانت الفيروسات شكلًا من أشكال الحياة أم أنها هياكل عضوية تتفاعل مع الكائنات الحية. يعتبرها البعض شكلًا من أشكال الحياة لأنها تحمل مادة وراثية، وتتكاثر عن طريق إنشاء نسخ متعددة من نفسها عبر عملية التجميع الذاتي، وتتطور من خلال الانتقاء الطبيعي. مع ذلك، تفتقر إلى خصائص رئيسية مثل البنية الخلوية التي تعتبر ضرورية عمومًا للاعتراف بها كشكل من أشكال الحياة. تتمتع الفيروسات ببعض من هذه الصفات وليس جميعها، ولذلك فقد وُصفت بأنها ناسخات و«عضيات على حافة الحياة».
عُثر على الفيروسات في المحيط عبر فحص عينات مياه بيئية باستخدام المجهر الإلكتروني والمجهر الفلوري، ثم من خلال أخذ عينات ميتاجينومية من العينات الفيروسية غير المستزرعة بعد ذلك. تعد الفيروسات البحرية، على الرغم من كونها مجهرية وغير حاظية باهتمام العلماء حتى وقت قريب، أكثر الكيانات الحيوية وفرة وتنوعًا في المحيط. يقدر انتشار الفيروسات بنحو 1030 في المحيط، أو ما بين 106 و1011 فيروسًا في كل مليلتر. أُجري القياس الكمي للفيروسات البحرية في الأصل عبر الفحص باستخدام المجهر الإلكتروني النافذ، وحل محله المجهر فوق الفلوري لاحقًا بالإضافة إلى قياس التدفق الخلوي.